# Gare de Kyōguchi
La gare de Kyōguchi (京口駅, Kyōguchi-eki) est une gare ferroviaire localisée dans la ville de Himeji, dans la préfecture de Hyōgo au Japon. La gare est exploitée par la compagnie JR West, sur la ligne Bantan.

## Service des voyageurs

### Desserte
La gare de Kyōguchi est une gare disposant d'un quai et de deux voies.

| N° de voie | Ligne    | Direction        |
| ---------- | -------- | ---------------- |
| 1          | ▆ Bantan | Himeji           |
| 2          | ▆ Bantan | Teramae/Wadayama |

| JR West          |                 |                 |                 |                    |
| Direction Himeji | Ligne de Bantan | Ligne de Bantan | Ligne de Bantan | Direction Wadayama |
| Himeji           |                 | Local 普通      |                 | Nozato             |